# محمدعلی بهارلو
محمدعلی بهارلو (زادهٔ ۲ فروردین ۱۳۰۷ در تهران – درگذشتهٔ ۲۲ بهمن ۱۳۸۵ در تهران) موسیقی‌دان و نوازندهٔ ویولن اهل ایران بود. وی به خاطر آموزش ویُلن، و نیز به خاطر طبقه‌بندی فرم‌های رایج در موسیقی ردیفی شناخته می‌شود.

## زندگی‌نامه
بهارلو در ۲ فروردین ۱۳۰۷ ه‍.ش در تهران به دنیا آمد. او تنها فرزندی از خانوادهٔ خودش بود که هنرمند شد. بنا به یک روایت بهارلو از شاگردان ابوالحسن صبا بود، اگر چه روایتی دیگر آن را تکذیب کرده‌است. بهارلو خود بعداً شاگردان زیادی در رشتهٔ نوازندگی ویولن تعلیم داد. تا حدود سال ۱۳۴۰ وی اجراهای عمومی نیز داشت (از جمله در تنها شبکهٔ تلویزیونی ایران در آن زمان). وی همچنین رهبر ارکستر خودش بود که برخی از نوازندگان آن عبارت بودند از هوشنگ ظریف، حسن ناهید، جلال ذوالفنون و رضا شفیعیان. اولین اجرای عمومی بهارلو پس از انقلاب اسلامی در سال ۱۳۷۴ بود که به همراه تقی بینش در یک کنسرت آموزشی-پژوهشی شرکت کرد و مقداری نیز بداهه‌نوازی کرد.
بهارلو به همراه همسرش (که از فرهنگیان بود) سه فرزند داشت: پرسیا (متولد ۱۳۴۷)، کیمیا (متولد ۱۳۵۷) و ایلیا (متولد ۱۳۵۹). هر سهٔ این فرزندان موسیقی را تا سطوح عالی فراگرفتند و پرسیا و ایلیا به صورت حرفه‌ای به آن پرداختند (کیمیا دندانپزشک شد).

## درگذشت
بهارلو در ۲۲ بهمن ۱۳۸۵ به دلیل عارضهٔ قلبی در منزل خودش در تهران درگذشت. مراسم تشییع او در تالار وحدت برگزار شد و پیکر او در قطعه هنرمندان بهشت زهرا و در کنار پرویز یاحقی (که در ۱۳ بهمن همان سال درگذشته بود) به خاک سپرده شد.

## آثار و فعالیت‌ها
بهارلو در سال ۱۳۲۵ خورشیدی یک آموزشگاه موسیقی رسمی در تهران تأسیس کرد که قدیمی‌ترین مؤسسهٔ آموزش موسیقی ایرانی در تاریخ معاصر ایران دانسته می‌شود.
بهارلو اولین کسی بود که به طبقه‌بندی فرم‌های رایج در موسیقی ردیفی اهتمام ورزید؛ او بر خلاف نوازندگان هم‌دوره‌اش که صرفاً به تقلید و تکرار این فرم‌ها می‌پرداختند به فکر تعریف تدوین آنچه خود «فرم‌های سازندهٔ موسیقی ایرانی» می‌نامید افتاد، و در این باره مجموعه کتابی نیز با عنوان خودآموز ویولن و فرم‌های موسیقی نوشت که شامل یک کتاب آموزش نوازندگی ویولن و پنج کتاب دیگر است که هر کدام به یکی از فرم‌های موسیقی ردیفی تعلق دارند. پس از حدود ۶۰ سال از چاپ اولیهٔ این کتاب، محتوای آن به همراه چند مقدمه و مؤخره در قالب کتابی جدید با عنوان گنجینهٔ فرم‌های موسیقی ایران بازنشر گردید. همسر بهارلو (فریده عدمی) و فرزندانش پریسا، کیمیا و ایلیا مقدمه‌های این کتاب را نوشته‌اند.